# Union Car Company
Union Car Company, vorher Gage Manufacturing Company, war ein US-amerikanischer Hersteller von Automobilen.

## Unternehmensgeschichte
Die Gage Manufacturing Company wurde 1914 in Los Angeles in Kalifornien gegründet. Beteiligt waren Jay Gage als Namensgeber, Oscar E. Freeman, Clyde T. Lloyd, Charles E. McClay und Ernest E. Noon. Sie kündigten am 14. März 1914 die Produktion von Automobilen an. Der Markenname lautete Gage. Sie hatten einen Vertrag abgeschlossen, der die Produktion von 4500 Fahrzeugen vorsah, die an der Westküste der Vereinigten Staaten verkauft werden sollten. Der Vertragspartner ist nicht überliefert. Es ist unklar, wie viele Fahrzeuge tatsächlich entstanden sind.
Im Dezember 1914 wurde die Umfirmierung in Union Car Company bekannt. Der Gage wurde aufgegeben. Stattdessen wurde ein größeres und robusteres Fahrzeug entwickelt. Der Markenname lautete nun Permax. Zu dieser Zeit war L. J. Newberry Präsident und Thomas H. P. Purman Generalmanager. 1915 endete die Produktion.

## Fahrzeuge

### Markenname Gage
Das einzige Modell wurde als Cyclecar bezeichnet, obwohl unklar ist, ob es die Kriterien erfüllte. Es hatte einen luftgekühlten Zweizylindermotor, der mit 9/12 PS angegeben war. Er trieb über eine Kette die Hinterachse an. Explizit erwähnt ist ein Differenzial. Das Fahrgestell hatte 264 cm Radstand. Der Aufbau war ein offener Runabout, der Platz für zwei Personen nebeneinander bot. Der Neupreis betrug 300 US-Dollar. Das Fahrzeug wog etwa 295 kg.

### Markenname Permax
Dieses Modell hatte einen Umlaufmotor von Macomber, dessen Leistung mit 18/20 PS angegeben war. Das Fahrgestell hatte 274 cm Radstand und 142 cm Spurweite. Die Fahrzeuge waren als offene Roadster mit zwei Sitzen karosseriert. Der Neupreis betrug 385 Dollar.